# Julius Svendsen
Pour les articles homonymes, voir Svendsen.
Julius Svendsen (1919, Norvège - août 1971, Granada Hills), est un animateur américain d'origine norvégienne ayant travaillé pour les Studios Disney,.

## Biographie
En 1950, travaillant pour les Studios de Walt Disney depuis une dizaine d'années avec une pause entre 1942 et 1945 pendant laquelle il s'engage dans l'Armée américaine lors de la seconde guerre mondiale, il épouse Carol Joyner une jeune femme du Colorado, de dix ans sa cadette, une de ses collaboratrices du Département Encre et Peinture.
Il est dessinateur d'animation sur des projets de dessins animés de Ward Kimball dont 
Toot, Whistle, Plunk and Boom, Man and the Moon, Mars and Beyond et Man in Space. Il participe aussi à l'animation de Scrooge McDuck and Money, The Saga of Windwagon Smith, Les 101 Dalmatiens, Les Aristochats et Bedknobs and Broomsticks.
À l'occasion, il travaille également sur les scénarios de Winnie the Pooh and the Blustery Day et Robin Hood.
De plus, il a travaillé sur les bandes dessinées des contes classiques du trésor de Disney à la fin des années 1950 comme notamment les épisodes de The Seven Dwarfs and the Witch Queen et celles de Mickey Mouse dans les années 1960. Il dessina par ailleurs, pour l'éditeur Dell, des bandes dessinées caractérisant  des personnages de Walt Disney, à la fin des années 1940.
Comme beaucoup d'artistes Mary Blair, John Hench et Bill Justice, il travailla aussi en indépendant sur l'animation de livres en lien avec des personnages des dessins animés de Walt Disney comme  The Seven Dwarfs Find a House, Mickey Mouse Club Stamp Book, Mickey Mouse Flies the Christmas Mail, Mickey Mouse and the Missing Mouseketeers et trois livres pour enfant consacrés à La Belle au bois dormant de la collection de Livres en or de l'éditeur Simon & Schuster.
Sa femme fit publier Hulda chez Houghton Mifflin Harcourt, après sa mort en 1974, un livret de 28 pages écrit à deux mains, alors que Julius était en convalescence pendant deux mois à la maison, consécutivement à une intervention chirurgicale de son dos. Carol avait assuré le scénario, Julius l'illustration. Hudla fut classé premier des meilleures ventes. Carol confessa « que c'était le travail artistique de Julius qui avait fait vendre ce petit livre. ».

## Filmographie
- 1953 : Melody
- 1953 : Les Instruments de musique
- 1953 : Peter Pan
- 1954 : Donald visite le Grand Canyon
- 1959 : Eyes in Outer Space
- 1961 : Les 101 Dalmatiens : Le Colley
- 1961 : The Saga of Windwagon Smith
- 1962 : A Symposium on Popular Songs
- 1964 : Mary Poppins : Cygnes
- 1967 : Picsou banquier
- 1970 : Les Aristochats :
- 1971 : L'Apprentie sorcière
- 1973 : Robin des Bois
- 1977 : Les Aventures de Winnie l'ourson (scénario)